# Andrej Zvjagincev
Andrej Zvjagincev (rusky Андре́й Петро́вич Звя́гинцев, * 16. února 1964, Novosibirsk, SSSR) je ruský filmový režisér, scenárista, laureát mezinárodního filmového festivalu v Benátkách a Cannes, laureát ceny Zlatý glóbus a nominant na cenu Oscar.

## Životopis
Andrej Petrovič Zvjagincev se narodil 16. února 1964 v ruském Novosibirsku. V roce 1984 absolvoval Novosibirské divadelní učiliště (studio L. Belova). Roku 1986 byl přijat na hereckou fakultu nejstarší a největší divadelní školy v Rusku – Ruské akademie umění – GITIS (studio E. Lazarova), kterou v roce 1990 úspěšně absolvoval. 
Po několika divadelních a filmových rolích v roce 2000 debutoval jako režisér, když natočil tři díly patnáctidílné TV série Černý pokoj (rusky: Черная комната) – Busido (Бусидо), Obscure a Výběr (Выбор).
V roce 2003 debutoval celovečerním hraným filmem Návrat (Возвращение), který se stal událostí několika festivalů. Film získal dvě ruské filmové ceny Nika a Zlatý orel a zároveň vyhrál dvě ceny v rámci Benátského filmového festivalu: Zlatý lev sv. Marka a Zlatý lev budoucnosti (nejlepší režisérský debut).[zdroj?]
Další film Andreje Zvjaginceva, Vyhoštění (Изгнание), byl v roce 2007 vyznamenán na Mezinárodním filmovém festivalu v Cannes cenou pro Nejlepšího herce (Konstantin Lavroněnko). V roce 2011 vyšel další film, Jelena (Елена), který získal speciální cenu poroty na Mezinárodním filmovém festivalu v Cannes a také další ruské i mezinárodní ceny.
Leviatan (Левиафан) získal v roce 2014 v Cannes Cenu za nejlepší scénář  a také byl nominován na Oscara (2015) jako Nejlepší cizojazyčný film. Kromě toho získal ceny Mnichovského filmového festivalu (Grand Prix), Zlatý glóbus (nejlepší cizojazyčný film), cenu Londýnské společnosti filmových kritiků (nejlepší cizojazyčný film) a další ocenění.
Film Nemilovaní (Нелюбовь) obdržel mimo jiné Cenu poroty na MFF Cannes 2017 a dvě Evropské filmové ceny, nominován byl na Cenu BATFA za nejlepší neanglický film, Zlatý glóbus za nejlepší cizojazyčný film nebo na Oscara za nejlepší cizojazyčný film, jako první ruský filmař také získal César pro nejlepší zahraniční film.
V roce 2021, několik dní po obdržení vakcíny Sputnik V, byl hospitalizován s těžkým poškozením plic. V nemocnici prodělal nemocniční nákazu způsobenou bakterií Klebsiella a dostal sepsi. Byl převezen do nemocnice v Německu, kde byl několik měsíc a půl v uměle vyvolaném kómatu připojen na ECLS. Poté byl postižen polyneuropatií, několik měsíců byl nemohl sám chodit a byl na vozíčku. Léčbu hradila ruská společnost Sistema miliardáře Vladimira Jevtušenkova.
V roce 2014 odsoudil anexi Krymu Ruskou federací, v roce 2022 odsoudil ruskou invazi na Ukrajinu. Rusko opustil, žije ve Francii.

## Filmy
- 2000 – série Černý pokoj (rusky: Черная комната) – Busido (Бусидо), Obscure a Výběr (Выбор)
- 2003 – Návrat (Возвращение)
- 2007 – Vyhoštění (Изгнание)
- 2011 – Jelena (Елена)
- 2014 – Leviatan (Левиафан)
- 2017 – Nemilovaní (Нелюбовь)